# Drapetis procurrens
Drapetis procurrens är en tvåvingeart som beskrevs av Axel Leonard Melander 1927. Drapetis procurrens ingår i släktet Drapetis och familjen puckeldansflugor. Inga underarter finns listade i Catalogue of Life.